# Messianismus
Als Messianismus werden religiöse und politisch-soziale Lehren bezeichnet, die eine Heilserwartung formulieren, also ans Ende der Geschichte das Kommen eines Retters und Erlösers (Messias) setzen. Oft ist damit eine weltlich geprägte Geschichtsphilosophie verbunden, die einen Sinn oder eine vorgegebene Richtung der geschichtlichen Entwicklung postuliert. Der Glauben an einen persönlichen Messias wandelt sich im Messianismus zur Idee eines geschichtlichen Endes, das die Erfüllung von politisch-sozialen Hoffnungen zum Ziel hat.
Der Begriff wird auch abwertend verwendet, um Anhänger von Utopien zu kennzeichnen. Im englischen Sprachraum wird der Begriff messianism nur für religiöse Phänomene verwendet.

## Primäre Definitionen
- Nach J. M. Hoëné Wronski (1776–1853) hat der Messianismus „die Hinführung der Menschheit zu ihrer wahren Bestimmung zum Ziel“. Er unterteilt diese Hinführung in drei Geschichtsepochen. Die erste Epoche umfasst die Zeit vom Alten Ägypten bis zur Französischen Revolution, in der die Natur und der Mensch noch in Harmonie miteinander standen. Die Zeit der Französischen Revolution läutet das Ende dieser harmonischen Beziehung ein und somit die zweite Epoche. Diese ist dadurch gekennzeichnet, dass Gefühl und Erkenntnis auseinanderklaffen, d. h. jegliche Art von sittlicher Bindung, Philosophie und Religion wurden durch die Französische Revolution aufgelöst und es gehört zur Aufgabe des Messianismus eine moralisch-geistige Wiedergeburt einzuleiten. Es soll ein Prozess entstehen, bei dem alle irdischen Hindernisse überwunden werden und an dessen Ende die Verwirklichung des Logos im Menschen steht. Dadurch wird es möglich zu erkennen, dass der christliche Offenbarungsgehalt der Vernunft entspricht und aus diesem Grund kommt es zu einer Wiederverbindung von Philosophie und Religion. So bildet die Gegenwart die letzte Geschichtsepoche, an deren Ende der Messianismus die Verwirklichung der absoluten Vernunft bewirkt.
- Auch für Moses Hess, einen Mentor von Karl Marx, wird der Messianismus zur Grundlage einer Geschichtsphilosophie. Er verwendet jedoch nicht den Begriff „Messianismus“, sondern spricht vielmehr von einer „messianischen Bewegung“. Mit Spinoza begann die „Messiaszeit“ der Gegenwart, mit der Französischen Revolution ist sie ins „weltgeschichtliche Dasein getreten“; mit ihr beginnt die „Wiedergeburt der Völker“. Die letzte Epoche wird durch die messianische Epoche gebildet, in ihr werden die Errungenschaften der modernen Wissenschaft auf die sozialen Zustände angewandt und somit kann auch die Religion neu gestaltet werden.
- F. Huet sieht in Jesus den letzten und reinsten Vertreter der messianischen Idee Israels, welcher gleichzeitig mit dem religiösen auch das soziale Reich Gottes verkündet. Durch eine Verbindung von geistigen und materiellen Gütern, „soll eine Revolution herbeigeführt werden“.
- Während Max Nordau seine Begriffserläuterung lediglich auf das Judentum beschränkt, denn für ihn sind der Zionismus und der Messianismus fast zwei Jahrtausende lang identische Begriffe gewesen, erweitert Hermann Cohen den Begriff des Messianismus über die jüdische Religion hinaus. Seine geschichtsphilosophische Betrachtung liegt in der Zukunft, in der Herbeiführung der „Herrschaft des Guten“ in der Welt. Bei ihm stehen nicht Eudämonismus und Utopismus, sondern vielmehr „die Grundzüge des ethischen Sozialismus“ im Vordergrund und es gilt „die Schöpfung der Zukunft als der wahrhaften politischen Wirklichkeit“.
- Walter Benjamin greift den Impuls von Cohen auf und geht sogar darüber hinaus. Er sucht die Verkündung nicht in der unendlich fernen Zukunft, sondern im Jetzt, sprich in der jeweiligen Gegenwart. Diesem Gedankengut entspringt die Idee, dass jeder Augenblick seine „revolutionäre Chance mit sich trägt“ und Marx kann als der Begründer der Säkularisierung der messianischen Zeit genannt werden.
- Martin Buber merkt an, dass Marx diesen transformierten Messianismus von Hegel übernommen hat und anschließend zu seinem Glauben machte. Die Transformation des Begriffs des Messianismus liegt bei Hegel darin, dass er den Messianismus aus der Welt des Glaubens in die Welt der evidenten Überzeugungen überträgt.
- Max Scheler sieht in der so entstandenen marxistischen Idee der klassenlosen Gesellschaft eine „wissenschaftlich verbrämte und unterbaute Hoffnung“.
- Für Leszek Kolakowski ist jede Art von Revolutionsideologie erstens eine verfehlte „weltliche Variante des religiösen Messianismus“ und zweitens sind die Hoffnungen nur unvollständige Wiedergaben der religiösen Eschatologien.

## Sekundäre Definitionen
Neben dem Marxismus gibt es noch weitere Arten des politischen Heilsglaubens, welche auch unter den Begriff „Messianismus“ fallen. Zu nennen sind sowohl die Idee des Nationalismus, als auch das besondere russische und panslawische Sendungsbewusstsein, welches manche im Bolschewismus wiederauferstanden sehen.
- Jacob Talmon hat den Messianismus als einen „harmonischen Endzustand voller individueller Selbstverwirklichung und sozialer Integration zugleich“ beschrieben. Zu erkennen ist auch, dass der politische Messianismus sowohl bei Fichte, Marx als auch bei den europäischen Nationalbewegungen stets einen Ausdruck der Spannung zwischen dem abstrakten, universalistischen Glauben und dem entgegengestellten Widerstand der Wirklichkeit darstellt.

Des Weiteren wird der Begriff Messianismus auch als religionswissenschaftliche Kategorie begriffen. In ihm werden die unterschiedlichen Messias-Ideen zusammengefasst, um sie anschließend historisch-kritisch miteinander zu vergleichen.
- Franz Rosenzweig nannte die Erlösung des Christentums eine geistige Umkehr des Einzelnen, „eine geheime Verwandlung der Seele“, wohingegen er in Bezug auf das Judentum von einer „messianischen Politik“ sprach.
- Nach Gershom Scholem liegt das Spezielle des jüdischen Messianismus darin, dass dieser sich „in der Öffentlichkeit vollzieht, auf dem Schauplatz der Geschichte und im Medium der Gemeinschaft“. Im jüdischen Messianismus bildet das Leben „im Aufschub“, das Warten und Hoffen auf das Kommen des Erlösers, sowohl die Stärke als auch die Schwäche, so wird das Warten mit einem Leben des Provisorischen und Vorläufigen bezahlt. Scholem spricht auch die „Abgründe“ des Messianismus an und warnt vor einer Idealisierung der Haltung der „heroischen“ messianischen Erwartung im Nachhinein: „Wir, die nicht mehr an Apologetik interessiert sind, und die die jüdische Geschichte nicht als ein Bilderbuch für kleine Kinder schreiben wollen, haben die Verpflichtung, uns um das Verständnis auch des Dunkelsten zu bemühen, was eine jüdische Seele erregen konnte. Dies Dunkelste aber sind die Abgründe des Messianismus, der ja für unsere Vorväter keineswegs jene idyllische Angelegenheit war, als die ihn die Umdeutungen der jüdischen Theologen des vorigen Jahrhunderts darzustellen liebten.“[1]
- Für Theodor W. Adorno wird die oberste Prämisse nicht durch das Warten auf die Erlösung gebildet, sondern vielmehr durch die Antizipation, denn es handelt sich um die Philosophie, welche „im Angesicht der Verzweiflung einzig zu verantworten ist“. Adorno meint damit den Versuch, alle Dinge so zu betrachten, wie sie im „Messianischen Lichte“ erscheinen würden.